# بروز الأديم الباطن
يتعلق بروز الأديم الباطن أو اندلاق الأديم الباطن (بالإنجليزية: Endodermic evagination)‏ بالطبقات المنتشة الداخلية لخلايا الجنين المبكر للغاية، والتي تتكون منها بطانة الجهاز الهضمي، والأعضاء الداخلية الأخرى، وبعض الغدد، مما يعني امتداد طبقة من أنسجة الجسم لتشكيل جيب، أو الانقلاب للخارج (تبارز) لبعض أجزاء الجسم أو العضو من موضعه الأساسي، على سبيل المثال، يُعتقد أن الجيوب جانب الأنفية تتشكل في الجنين عن طريق "تضخم'' القناة الأنفية النامية، والبروستات أو غدة سكين تشكلت من بروزات الإحليل.